# Tunnel Neubiberg
Der Tunnel Neubiberg ist ein 327 Meter langer Tunnel der Bundesautobahn 8 (München–Salzburg) in der Gemeinde Neubiberg des Landkreises München. Er führt unter der ehemaligen Piste des Fliegerhorstes Neubiberg im heutigen Landschaftspark Hachinger Tal hindurch. 
Zwischen den Jahren 1960 und 1965 wurden die beiden Tunnelröhren gebaut. Er verfügt über jeweils zwei Fahrspuren und einen Standstreifen je Richtung.
Mit dem Planfeststellungsbeschluss vom 1. Juli 2009 wurde zur Nachrüstung des Tunnels Neubiberg die Sanierung der Entwässerung, der Bau eines Havariebeckens sowie der Bau eines neuen Betriebsgebäudes und Folgemaßnahmen beschlossen.
Statt einer Sanierung wurden im September 2023 von der Autobahn GmbH die Querschläge zwischen den Tunnelröhren zugemauert, die als Fluchtwege dienen. Der Grund dafür war laut Autobahn GmbH, dass durch diese im Brandfall Rauch in die andere Röhre gelangen kann. 2013 befanden sich an den Querschlägen noch Türen, die aber wegen ihres schlechten Zustandes entfernt wurden. Die örtliche Feuerwehr protestierte dagegen und warnte vor einem „Super-GAU“, wenn die Menschen im Brandfall die immer noch ausgeschilderten Fluchtwege nicht benutzen könnten. Auch sind die Querschläge für einen Löschangriff der Feuerwehr nötig. Der Zustand des Tunnels Neubiberg ist laut der Autobahn GmbH generell sehr schlecht. Er besitzt nur einen schlechten Fahrbahnbelag, keine Ampelanlagen, Lüftung oder Höhenkontrolle und ist nur spärlich beleuchtet. Langfristig müsste der Tunnel, wie schon 2009 geplant, saniert werden. Alternativ könnte er auch abgerissen werden, was allerdings den Landschaftspark Hachinger Tal teilen würde.

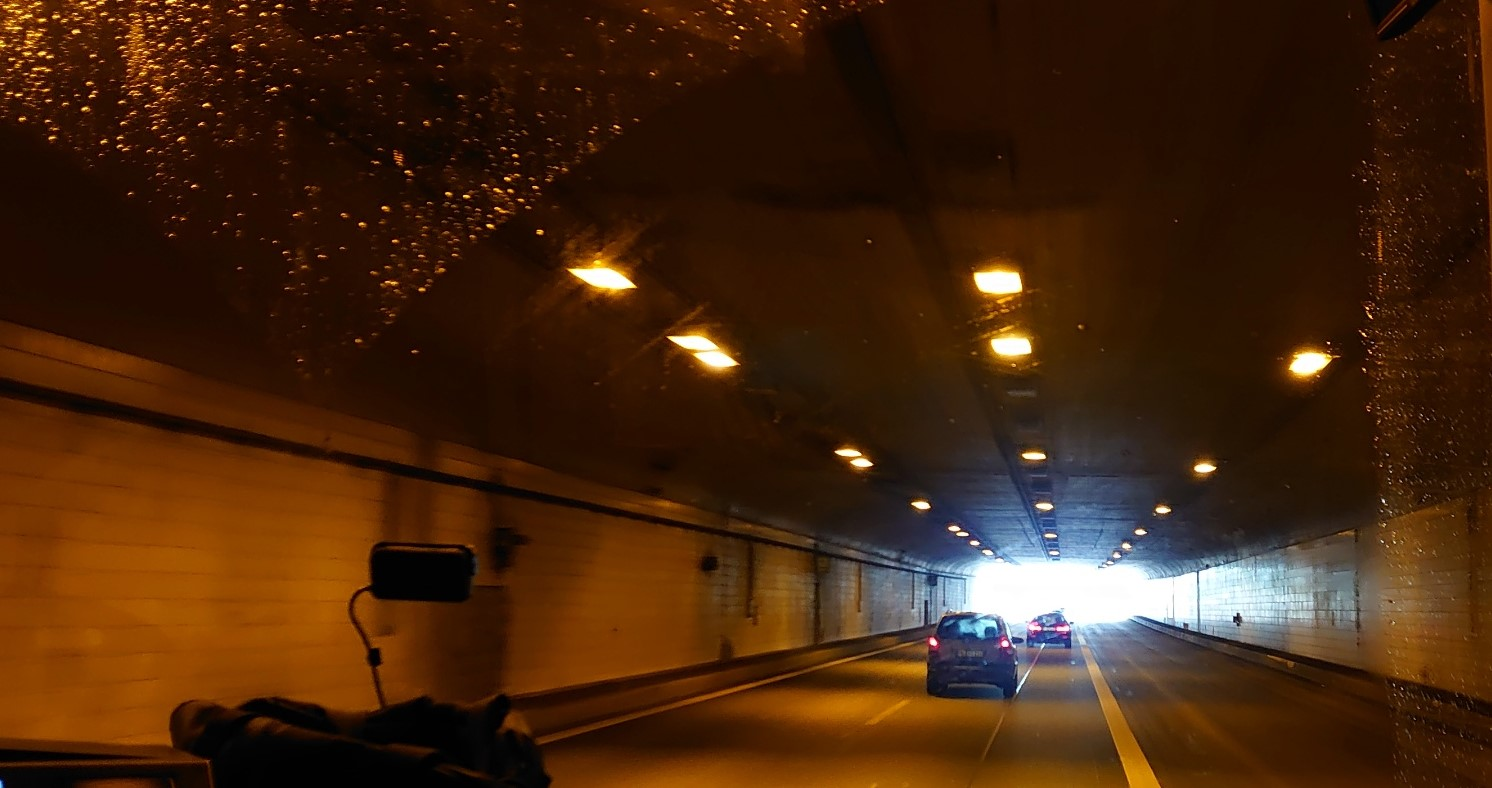
Innenansicht des Tunnel Neubiberg